# Ibelin
Ibelin je dvorac koji se nalazio na tlu križarskoga Jeruzalemskoga kraljevstva u 12. st, a danas se njegovi ostaci nalaze nedaleko modernoga grada Yavne ili Jamne (31.820ºN 34.713ºE). Po njemu je jedna istaknuta plemićka obitelj dobila ime.

## Dvorac
Mjesto Ibelin naseljeno je od davnih dana, a Rimljani su ga zvali Iamnia. Križarski dvorac sagrađen je 1141. između Jafe i Aškelona, blizu Montgisarda i Ramale. U to vrijeme Aškelon se još uvitjek nalazio pod kontrolom fatimidskoga Egipta, a egipatske postrojbe koristile su ga kao polaznu točku za napade na križarsko kraljevstvo. Ibelin je sagrađen s ciljem ometanja tih napada kako bi ih se svelo na manja područja. Prvi dvorac dao je sagraditi kralj Fulk od Jeruzalema i imao je četiri tornja.

## Prva i druga generacija obitelji
Počeci obitelj Ibelin su skromni, a s vremenom će se razvit u jednu od najvažnijih plemićkih obitelji križarskih država Jeruzalema i Cipra. Obitelj je tvrdila da potječu od obitelji Le Puiset, vikonta od Chartresa, ali pokazalo se da je riječ bila o kasnijoj krivotvorini. Vjerojatnije izgleda da je ta obitelj potjecala iz Pise u Italiji dok je ime „Barisan“ pronađeno u Toskani i Liguriji kod obitelji Azzopardi. Njezin prvi poznati član Barisan otkriven je kao vitez u službi Grofa od Jafe i 1100.-ih postaje stražar/policajac u Jafi. Kao nagradu za svoju umješnost i lojalnu službu oko 1122. se ženi Helvisom, nasljednicom susjednoga gospodstva Ramale.
Kralj Fulk je 1141. dodijelio dvorac Ibelin Barisanu kao nagradu za njegovu lojalnost tijekom pobune njegova dotadašnjega gospodara Hugha II. od Le Puiseta, Grofa od Jafe, 1134. godine. Ibelin je pripadao Grofoviji Jafa, koja je aneksirana kraljevskom posjedu nakon Hughove neuspješne pobune. Barisanu su se u braku s Helvisom rodili Hugh, Baldwin, Barisan, Ermengarde i Stephanie. Mlađi Barisan postat će poznat pod imenom Balian. Uz Ibelin, obitelj će pod svojom upravom imati Ramalu (naslijeđenu preko Helvise) dok će mlađi sin Balian primiti gospodstvo nad Nablusom kada će se oženiti Marijom Komnenom, kraljicom udovicom. Balian je kao posljednji držao spomenute teritorije sve dok ih 1187. nije osvojio Saladin.
Obitelj je postigla izvanredan uspon u samo dvije generacije. U uvjetima koji su vladali u križarskomu kraljevstvu, spomenuto brzo napredovanje, noblesse nouvelle, nije se postizalo toliko teško kao što je to bio slučaj u Europi. U križarskoj su Palestini pojedinci i čak čitave obitelji umirale mnogo brže čime je njihova zamjena, sang nouveau, bila istinski potrebita.

## 13. stoljeće
Balianovi potomci nalazili su se među najmoćnijim plemićkim obiteljima Jeruzalemskog kraljevstva i kraljevstva na Cipru. Balianov prvi sin John od Ibelina, „Ostarjeli gospodar od Bejruta“, vodio je opoziciju protiv Fridrika II., cara SRC-a, kada je ovaj pokušao nametnuti carski autoritet nad križarskim državicama. Obitelj je ubrzo, 1241., ponovno zadobila kontrolu nad dvorcem Ibelin nakon završetka Fridrikova Šestog križarskog rata, kada su određeni teritoriji sporazumom vraćeni kršćanima. John je imao mnogo djece u braku s Melisandom od Arsufa, uključujući Baliana, gospodara Bejruta, Baldwina, senešala od Cipra, drugoga Johna, gospodara od Arsufa i čuvara Jeruzalema, te Guya, čuvara Cipra. Taj Balian se oženio Eschivom od Montbéliarda s kojom je imao sina Johna II. od Bejruta koji se, pak, oženio kćerkom Guya I. od la Rochea, vojvode od Atene. John od Arsufa je bio otac Baliana od Arsufa oženjenog Plaisancom od Antiohije. Guy, čuvar Cipra, imao je kćer Izabelu koja se udala za Hugha III. od Cipra.
Drugi sin Baliana Ibelina Philip služio je kao regent Cipra dok je njegova nećakinja, udovica kraljica Alice, trebala pomoć pri vladanju. Zajedno s Alicom od Montbéliarda, Philip je otac Johna od Ibelina, grofa od Jafe i Aškelona, regenta Jeruzalema i autor Assizesa od Haute Cour od Jeruzalema, najvažnijega pravnoga dokumenta iz križarskoga kraljevstva. John je oženio Mariju, sestru Hethuma I. od Armenije i bio je otac Jamesa, grofa Jafe i Aškelona te, također, uvaženi pravnik, i Guya, grofa Jafe i Aškelona te muž svoje rođakinje Marije, kćerke Hathuma.
Početkom 13. st. nekoliko članova obitelji otići će u novo kraljevstvo na Cipru. Preostali članovi će se preseliti na otok nakon što će ostatak Jeruzalemskog kraljevstva propasti. Izgleda da nijedan član obitelji Ibelin neće otići u neku drugu zemlju tijekom toga perioda osim na Cipar. U to vrijeme, neki Embriaco lord od Gibeleta, potomak Ibelina, također uzima ime „Ibelin“ zbog njihova zajedničkoga materinskoga porijekla.
Unatoč obiteljskim skromnim počecima s očinske strane, Ibelini su tijekom 13. – 15. st. spadali među najviše plemstvo Kraljevstva Cipra. Njihova je obitelj davala nevjeste za mlađe sinove, unuke i braću kraljeva, iako su kraljevi i stariji sinovi pokušavali pronaći žene kraljevskoga porijekla. Kako su se neke od ovih mlađih princeza neočekivano uzdigle do kraljevanja, kćeri obitelji Ibelin ponekad su znale vladati i kao kraljice. Ibelini su živjeli i vjenčali se među najvišim krugovima na Cipru, među obiteljima kao što su Montfort, Dempierre, vojvodskom obitelji Brunswick, (Antiohijsko-) Lusignan, Montbeliard i Gibelet(-Ibelini). Oni su se, također,  ženili i s drugim granama obitelji Ibelin. Usto, imali su dostojanstvene pretke: Marija Komnena je pripadala bizantsko-carističkoj dinastiji Komneni, a bilo je potomaka kraljeva iz Gruzije, Bugarske, drevne Armenije, Partije, Perzije i Sirije.
Kada je Kraljevstvo Cipar uništeno u 15. st., pripadnici obitelji Ibelin ostaju bez zemlje i položaja, a obitelj vjerojatno izumire. Izvori, naime, otada ih više ne spominju. Kroz kraljevske obitelji Cipra, potomci Ibelina vjenčat će se s nekoliko kraljevskih obitelji moderne Europe, s obzirom na to da je njihov potomak Anna, Vojvotkinja od Savoje, kćer Janusa od Cipra, bila, primjerice, predak vojvoda savojskih, princeza La Tremoillea od Talmonda i Taranta, Longuevillske obitelji, princeze Monako, izbornika Bavarske, obitelji Fanese od Parme, posljednjih Valoisa kraljeva Francuske, Vojvoda od Lorraine, Habsburga-Lorrainesa, Bourbona od Navarre i Francuske, te, kao njihovi potomci, gotovo svih katoličkih kraljevskih obitelji posljednjih stoljeća.

## Gospodari Ibelina
- Barisan od Ibelina (o. 1134. – 1150.)
- Hugh od Ibelina (1150. – 1170.)
- Baldwin od Ibelina (naslijedio Ibelin 1170., ali posjed prelazi na Baliana)
- Balian od Ibelina (1170. – 1193.)
- John od Ibelina (1193. – 1236.)
- Nakon toga su dvorac držali direktno Grofovi Jafe i Aškalona